# Desnebulizador

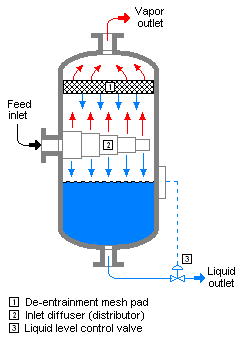
Ubicación de un desnebulizador (1) en una torre de separación vapor-líquido como las empleadas en refinerías y plantas petroquímicas.

Un desnebulizador o eliminador de niebla, (en inglés, demister) es un dispositivo empleado en tecnología de procesos e ingeniería química para la separación de un líquido, presente en forma de finas gotas, de una corriente de vapor o gas que lo arrastra, mediante la aplicación del fenómeno físico de la coalescencia. Los desnebulizadores están constituidos por una estructura en forma de laberinto para inducir cambios de dirección y velocidad del fluido permitiendo la agregación de las gotas de líquido hasta que su tamaño y peso provocan su separación por gravedad. Los desnebulizadores se ubican frecuentemente en la parte superior de una torre de separación por la que asciende la corriente a tratar. El demister está diseñado para operar a una velocidad de paso máxima que determina la eficacia óptima del proceso con una pérdida de presión mínima y que es función de la densidad del líquido y del gas, del diámetro de las gotas y del material del medio separador. Su utilización permite por tanto reducir el tamaño y coste del equipo separador, especialmente cuando el valor de la corriente en fase gas es mayor que el del líquido a separar, como por ejemplo, en procesos de generación de vapor a alta presión. Una aplicación a escala industrial de los desnebulizadores se encuentra en las plantas de desalinización de agua marina mediante destilación flash.